# Gobernador Gregores
Gobernador Gregores ist die Hauptstadt des Departamento Río Chico in der Provinz Santa Cruz im Süden Argentiniens. Sie liegt an einer Furt des gewöhnlich wilden Río Chico, geschützt gegen die kalten Winde im Tal des Flusses.

## Klima
Das Klima ist kalt und trocken. Die Durchschnittstemperaturen im Februar erreichen 14 Grad Celsius, während sie im Juli auf 0 Grad Celsius fallen. Die durchschnittlichen, jährlichen Niederschläge erreichen etwa 170 Millimeter. Die Höchsttemperaturen im Sommer erreichen 30 Grad Celsius. Im Winter fallen die Temperaturen im Extrem auf −20 Grad Celsius.

## Geschichte
Gobernador Gregores war bis zum Beginn des 20. Jahrhunderts ein aik oder Rastplatz der Ahonikenk. Dann kamen europäische Siedler, die dem Ort den Namen Cañada León beziehungsweise Cañadón del Puma gaben.
Das Gründungsdatum von Gobernador Gregores durch ein Provinzialgesetz ist der 1. April 1871.

## Tourismus
Gobernador Gregores ist Ausgangspunkt für den Besuch des Nationalpark Perito Moreno im Departamento Río Chico. Er ist über die Ruta Provincial 25 erreichbar. Die Entfernung beträgt 220 Kilometer, wovon 130 Kilometer asphaltiert sind.

## Feste
- Fiesta Provincial del Dulce Casero. Wettbewerb zur Herstellung von Kirschmarmelade und Calafate-Gelee und anderen Süßigkeiten.